# Prąd przewodu ochronnego
Prąd przewodu ochronnego – prąd, jaki może pojawić się w przewodzie ochronnym w wyniku uszkodzenia urządzenia lub instalacji albo w warunkach normalnej pracy niektórych urządzeń.
Dopuszcza się pewne graniczne wartości prądu w przewodzie ochronnym, jednak w normalnych warunkach pracy urządzenie zasilane prądem przemiennym nie powinno generować prądu ze składową bezokresową w tym przewodzie. Może to mieć wpływ na prawidłowe działanie zabezpieczenia różnicowo-prądowego. W celu spełnienia wymagań dopuszczalnych wartości prądu może zajść potrzeba zastosowania dodatkowej separacji lub podłączenie dodatkowych zacisków ochronnych i podłączenia wzmocnionych przewodów ochronnych.

## Wartości prądu przewodu ochronnego
Wartości maksymalne prądu przewodu ochronnego zasilanych przez urządzenie wtyczkowe o nominalnym prądzie do 32A włącznie.
| Prąd nominalny urządzenia                 | Maksymalny prąd przewodu ochronnego |
| ----------------------------------------- | ----------------------------------- |
| {\displaystyle \leqslant }4 A             | 2 mA                                |
| >4 A, lecz {\displaystyle \leqslant }10 A | 0,5 mA/A                            |
| >10 A                                     | 5 mA                                |

Wartości maksymalne prądu przewodu ochronnego, urządzeń do stałego podłączenia lub urządzenia stacjonarne o nominalnym prądzie większym niż 32A
| Prąd nominalny urządzenia                 | Maksymalny prąd przewodu ochronnego |
| ----------------------------------------- | ----------------------------------- |
| {\displaystyle \leqslant }7 A             | 3,5 mA                              |
| >7 A, lecz {\displaystyle \leqslant }20 A | 0,5 mA/A                            |
| >20 A                                     | 10 mA                               |